# Masmudas
Os Masmudas (em francês: Masmouda) são um confederação de tribos berberes originárias do Alto Atlas, em Marrocos. Distinguiram-se na História principalmente por terem sido os fundadores das dinastias magrebinas dos almóadas e haféssida. Segundo o historiador norte-africano do século XIV ibne Caldune, os Masmudas eram descendentes do ramo dos branis ou berr e eram um dos maiores grupos tribais berberes do Magrebe.
Os Masmuda ocuparam grandes partes de Marrocos e em larga medida eram sedentários e praticavam a agricultura. A aristocracia Masmuda residia em Agmate, no Alto Atlas, perto do atual Marraquexe. A partir do século X, tribos berberes dos ramos sanhaja e Zeneta começaram a invadir os territórios Masmuda, seguindo-se-lhes depois os beduínos árabes (sobretudo Banu Hilal) a partir do século XII.
Ibne Tumarte uniu as tribos Masmuda no início do século XII e fundou o movimento almóada, que subsequentemente unificou todo o Magrebe (noroeste da África) e o Alandalus (Península Ibérica). Depois da queda dos almóadas, os Masmuda perderam a sua importância política.

## Tribos Masmuda
Segundo o autor desconhecido da obra مفاخر البربر (Mafakhir al-Barbar; tradução aproximada: "O orgulho dos berberes"), a confederação dos Masmudas era constituída pelas seguintes tribos ou sub-tribos (clãs?):
- Beni Magus (ou Banu Maghus)
- Doukkala
- Guedmiwa
- Henfisa (ou Genfisa)
- Hentata (ou Hintatas, à qual pertenciam os haféssidas)
- Hezerga (ou Hezerdja)
- Hezmira
- Hhaha (ou Haha ou Iḥaḥan)
- Ourika (ou Urika)
- Regraga
- Tehlawa

Além dessas tribos, existiram também as seguintes:
- Ait Baâmrane
- Barguata
- Bni M'tir
- Chiadma
- Fetuacas
- Gomaras
- Gilawa
- Gueruanes (ou Guerruanes)[4]
- Hergha
- Seksiwa
- Tinmelel

Outra tribo masmuda são os Glaoua.